# Salix permixta
Salix permixta är en videväxtart som beskrevs av Jeanne Webb. Salix permixta ingår i släktet viden, och familjen videväxter. Inga underarter finns listade i Catalogue of Life.